# بيتر أشدون
بيتر أشدون (بالإنجليزية: Peter Ashdown)‏ هو مهندس بريطاني، ولد في 16 أكتوبر 1934 في دانبري ‏ في المملكة المتحدة.